# マルコ・ヴィッラ
マルコ・ヴィッラ（Marco Villa、1969年2月8日 - ）は、イタリア、アッビアテグラッソ出身の元自転車競技選手。
1995年に開始された、世界選手権自転車競技大会トラックレース・マディソン種目の初代優勝者の一人である。

## 来歴
1989年
- トラック世界選手権
  - 団体追抜 3位

1995年
- トラック世界選手権
  -  マディソン 優勝（+ シルヴィオ・マルティネッロ）
- イタリア選手権 マディソン 優勝（+ シルヴィオ・マルティネッロ）
- グルノーブル6日間レース（+ シルヴィオ・マルティネッロ）

1996年
- トラック世界選手権
  -  マディソン 優勝（+ シルヴィオ・マルティネッロ）
- イタリア選手権 マディソン 優勝（+ シルヴィオ・マルティネッロ）
- バッサーノ・デル・グラッパ6日間レース 優勝（+ シルヴィオ・マルティネッロ）
- ボルドー6日間レース 優勝（+ シルヴィオ・マルティネッロ）
- ブレーメン6日間レース 優勝（+ シルヴィオ・マルティネッロ）
- ミラノ6日間レース 優勝（+ シルヴィオ・マルティネッロ）

1997年
- トラック世界選手権
  - マディソン 2位
- ボルドー6日間レース 優勝（+ シルヴィオ・マルティネッロ）
- メデリン6日間レース 優勝（+ シルヴィオ・マルティネッロ）
- ミラノ6日間レース 優勝（+ シルヴィオ・マルティネッロ）
- チューリッヒ6日間レース 優勝（+ シルヴィオ・マルティネッロ）

1998年
- バッサーノ・デル・グラッパ6日間レース 優勝（+ アドリアーノ・バッフィ）
- ヘント6日間レース 優勝（+ シルヴィオ・マルティネッロ）
- コペンハーゲン6日間レース 優勝（+ シルヴィオ・マルティネッロ）
- ベルリン6日間レース 優勝（+ シルヴィオ・マルティネッロ）

1999年
- ミラノ6日間レース 優勝（+ シルヴィオ・マルティネッロ）

2000年
- シドニーオリンピック
  -  マディソン 3位
- ベルリン6日間レース 優勝（+ シルヴィオ・マルティネッロ）

2001年
- トリノ6日間レース 優勝（+ イヴァン・クアランタ）
- シュトゥットガルト6日間レース 優勝（+ シルヴィオ・マルティネッロ）
- セイ・ジョルニ・デッレ・ローゼ 優勝（+ イヴァン・クアランタ）

2002年
- アムステルダム6日間レース 優勝（+ シルヴィオ・マルティネッロ）
- グルノーブル6日間レース 優勝（+ アドリアーノ・バッフィ）
- トリノ6日間レース 優勝（+ イヴァン・クアランタ）

2003年
- イタリア選手権 マディソン 優勝（+ ブスト・ガロルフォ、サムエーレ・マルツォーリ）

2004年
- トリノ6日間レース 優勝（+ イヴァン・クアランタ）

2005年
- トリノ6日間レース 優勝（+ セバスティアン・ドナディオ）

2006年
- セイ・ジョルニ・デッレ・ローゼ 優勝（+ フランコ・マルブリ）

2007年
- ミラノ6日間レース 優勝（+ パオロ・ベッティーニ）